# More & More (canción de Twice)
«More & More» es una canción grabada por el grupo femenino surcoreano Twice. Fue lanzado el 1 de junio de 2020 por JYP Entertainment como el sencillo principal del noveno EP homónimo del grupo. La canción fue escrita por Park Jin-young y BIBI, y fue compuesta por Zara Larsson, Julia Michaels, Justin Tranter y Uzoechi Emenike. Musicalmente, «More & More» fue descrita como una canción de house tropical con un coro instrumental. La letra detalla las emociones que se intensifican en una relación romántica.
Tras su lanzamiento, «More & More» recibió críticas generalmente positivas de los especialistas, quienes elogiaron su producción y dirección musical. Comercialmente, la canción debutó en el número cuatro en el Gaon Digital Chart y en el número tres en la lista Billboard Japan Hot 100. La canción también se ubicó en el número dos en la lista de ventas de canciones digitales mundiales de EE. UU.
Junto a la canción fue lanzado su vídeo musical, el que se volvió viral en YouTube acumulando 14.7 millones de visitas en 15 horas. Twice promovió la canción con actuaciones televisadas en vivo en varios programas de música de Corea del Sur, incluido M! Countdown, Music Bank e Inkigayo.

## Antecedentes y lanzamiento
El 28 de abril de 2020, Twice reveló el título y la fecha de lanzamiento de la canción durante una conferencia de prensa. El 24 de mayo se lanzó un tráiler del vídeo musical de la canción, seguido de un avance el 26 de mayo a la medianoche. Los clips muestran al grupo en trajes con temas de hadas dentro de un bosque realizando la coreografía de introducción de la pista. «More & More» fue lanzado para streaming y descarga digital el 1 de junio de 2020 por JYP Entertainment como el sencillo principal del noveno EP del grupo, que lleva el mismo nombre de la canción. La canción fue escrita por Park Jin-young y BIBI, y fue compuesta por Zara Larsson, Julia Michaels, Justin Tranter y Uzoechi Emenike. Fue arreglada por J.Y. Park y MNEK, este último también manejando la producción. Fue mezclado por Lee Tae-seop y masterizado por Kwon Nam-woo.

## Composición
«More & More» fue descrita como una canción rítmica de house tropical de medio tempo, que incorpora un sonido EDM y un coro instrumental synth pop, con influencias del break dance y el dubstep en su puente musical. Basada en sonidos estacionales característicos, la canción comienza con "voces aterciopeladas" que cambian hacia un estribillo basado en sintetizador. En términos de notación musical, la canción está compuesta en clave de Fa mayor a un tempo moderado de 107 beats por minuto y tiene una duración de tres minutos y diecinueve segundos. La letra gira en torno al deseo y la intensificación del deseo de una persona enamorada.

## Recepción
Kim Do-heon de IZM elogió la producción de la canción, la melodía y la escritura del sonido, "La canción de tropical House 'More & More', que tiene una estructura de sonido ordenada y tranquila, ha sido pulida de forma ordenada, eliminando una considerable cantidad de adrenalina viva y utilizando sonidos correctamente en cuanto sea necesario". En la revista Time, Kat Moon elogió la dirección musical y el concepto dual de la canción, al tiempo que apreciaba la voz del grupo en el gancho de la canción.
Tras su lanzamiento, «More & More» encabezó las listas de éxitos en tiempo real de las principales plataformas de música coreana, incluidas Melon, Bugs, Genie, Soribada y Naver Music. La canción debutó en el número cuatro en el Gaon Digital Chart para la edición del 6 de junio de 2020. También encabezó el Download Chart mientras que alcanzó el número cinco en el Streaming Chart. Además, la canción apareció en el número dos en la lista de ventas de canciones digitales mundiales de Billboard de los EE. UU., y en el número tres en la lista Billboard Japan Hot 100.

## Vídeo musical
El 1 de junio de 2020 se publicó un vídeo musical acompañante de «More & More» al canal oficial de YouTube de JYP. Tras su lanzamiento, el vídeo se volvió viral, obteniendo 14.7 millones de visitas en solo 15 horas. Filmado en la isla de Jeju, el vídeo es coreográfico y se centra en el Jardín del Edén. La escena de apertura muestra al grupo en el fondo de un bosque paradisíaco rodeado de follaje de neón brillante, mariposas y animales. El clip está intercalado con escenas en las que se ve al grupo bailando y buscando manzanas o preparándose para morderlas. Con un ambiente bohemio y festivo de verano, también presenta a las miembros bailando en una plataforma sobre un lago. Además de la atmósfera alegre y vibrante, la imagen también incluye fotos de una serpiente envuelta alrededor de un árbol, un gato negro y tarántulas.

## Promoción
Pocas horas después del lanzamiento del álbum, la primera presentación del grupo de «More & More» se transmitió en vivo a través de la aplicación V Live de Naver y YouTube. El grupo promovió la canción en varios programas de música de Corea del Sur, comenzando con M! Countdown de la cadena Mnet el 4 de junio de 2020. Esto fue seguido por actuaciones en Music Bank e Inkigayo. En su segunda semana de promoción, Twice recibió su primer trofeo de espectáculo musical para «More & More» en el programa Show Champion de MBC Music. Además, el grupo apareció como invitado en el episodio del 7 de junio del programa de variedades Running Man.

## Versiones

### Versión en japonés
Una versión en japonés de «More & More» fue publicada en el sencillo titulado Fanfare, lanzado el 8 de julio de 2020. La letra en japonés fue escrita por Natsumi Watanabe.

### Versión demo
El 28 de julio de 2020, el demo en inglés original de la canción, se filtró en la web bajo el nombre de «Back & Forth», cantada, cocompuesta y coescrita por Zara Larsson, cocompositora original de «More & More». Originalmente se subió a YouTube, pero debido a problemas de derechos de autor este fue bajado, obligando a los internautas a publicarla en la plataforma SoundCloud, donde hasta la fecha cuenta con más de 16 mil reproducciones.

### Versión en inglés
El 9 de agosto, durante la transmisión del concierto en línea Beyond LIVE – TWICE: World in A Day, realizado por el grupo y transmitido a través de V Live de Naver, las miembros informaron el pronto lanzamiento de la versión en inglés de «More & More». Finalmente la versión fue lanzada a través de YouTube el 21 de agosto de 2020.

## Reconocimientos

### Premios y nominaciones
| Año  | Evento                  | Premio                                      | Resultado | Ref.   |
| ---- | ----------------------- | ------------------------------------------- | --------- | ------ |
| 2020 | EuroKpop Awards         | Mejor vídeo musical femenino                | Nominado  | [ 32 ] |
| 2020 | EuroKpop Awards         | Mejor coreografía femenina                  | Nominado  | [ 33 ] |
| 2020 | K-Champ Awards          | Performance femenina del año                | Ganador   | [ 34 ] |
| 2020 | Mnet Asian Music Awards | Canción del año                             | Nominado  | [ 35 ] |
| 2020 | Mnet Asian Music Awards | Mejor performance de baile - grupo femenino | Nominado  | [ 35 ] |
| 2020 | Prêmio Anual K4US       | Mejor canción del verano                    | Ganador   | [ 36 ] |
| 2020 | TB20 Kpop Music Awards  | Canción del año                             | Nominado  | [ 37 ] |
| 2021 | Gaon Chart Music Awards | Canción del año - Junio                     | Nominado  | [ 38 ] |
| 2021 | Golden Disc Awards      | Digital Daesang                             | Nominado  | [ 39 ] |
| 2021 | HallyuLife Awards       | Vídeo musical del año                       | Nominado  | [ 40 ] |
| 2021 | HallyuLife Awards       | Mejor performance de baile                  | Nominado  | [ 40 ] |

### Programas de música
| Programa                  | fecha               | Ref.   |
| ------------------------- | ------------------- | ------ |
| Show Champion (MBC Music) | 10 de junio de 2020 | [ 41 ] |
| Show Champion (MBC Music) | 17 de junio de 2020 | [ 42 ] |
| M! Countdown (Mnet)       | 11 de junio de 2020 | [ 43 ] |
| Music Bank (KBS)          | 12 de junio de 2020 | [ 44 ] |
| Music Bank (KBS)          | 19 de junio de 2020 | [ 45 ] |
| Show! Music Core (MBC)    | 13 de junio de 2020 | [ 46 ] |
| Show! Music Core (MBC)    | 20 de junio de 2020 | [ 47 ] |
| Inkigayo (SBS)            | 14 de junio de 2020 | [ 48 ] |
| Inkigayo (SBS)            | 21 de junio de 2020 | [ 49 ] |

### Listados
| Publicación | Lista                                     | Ranking  | Ref.   |
| ----------- | ----------------------------------------- | -------- | ------ |
| Apple Music | Top Songs of 2020: Korea                  | Incluida | [ 50 ] |
| Hypebae     | Best K-Pop Songs and Music Videos of 2020 | Incluida | [ 51 ] |

## Posicionamiento en listas
| Lista (2020)                                   | Mejor posición |
| ---------------------------------------------- | -------------- |
| Japón (Japan Hot 100)                          | 3              |
| Japón (Combined Weekly Singles Oricon)         | 5              |
| Malasia (RIM)                                  | 2              |
| Nueva Zelanda (Recorded Music NZ)              | 12             |
| Singapur (RIAS)                                | 1              |
| Corea del Sur (Gaon)                           | 4              |
| Estados Unidos (Billboard World Digital Songs) | 2              |